# Florentino López
Florentino López López (Navalmoral de la Mata, Cáceres, 24 de agosto de 1934), es un exfutbolista español, nacionalizado mexicano, que jugaba como portero en el Deportivo Toluca Fútbol Club de la Primera División de México. Es considerado como uno de los mejores porteros extranjeros que han jugado en el futbol mexicano en la década de los años 60s y uno de los mejores que han defendido la portería de los Diablos Rojos del Toluca. Era conocido como El Lince.

## Trayectoria

### Inicios
Nacido en Navalmoral de la Mata con el nombre de Floreal en alusión a uno de los periodos rebautizados por la Revolución Francesa. En 1937 es llevado por sus padres a los campos franceses de refugiados, debido al estallido de la guerra civil española. Allí permanece más de dos años, hasta que el 12 de julio de 1939 embarcan en el famoso 'Mexique' con dirección al puerto de Veracruz (México), a donde llegaban los exiliados españoles. Es allí donde se le reinscribe como Florentino. En el año 1941, con la familia López López ya instalada en Ciudad de México, Florentino, al igual que sus hermanos, ingresan en el colegio Madrid por iniciativa de la Junta de Auxilio a los Republicanos Españoles.
La afición del pequeño Florentino por el fútbol se debió a que su padre lo llevase a ver los partidos de la Liga MX, sobre todo, aquellos en los que jugaban el Real Club España y el Club de Fútbol Asturias, clubes formados por emigrantes y exiliados. De hecho llegó a ser la mascota del CF Asturias. Es en el RC España donde se fijó en Gregorio Blasco Sánchez, quien fuera internacional con la Selección Española. Cuando Florentino cumplió los 8 años, ya tenía el uniforme de aquel legendario portero vasco al que tanto admiraba.
En 1946, Florentino López, con 12 años, entra en el Hispano Mexicano para cursar la secundaria. Ahí, logró ser campeón de atletismo y le dedicó mucho tiempo al equipo de fútbol. En 1947, cuando terminó la secundaria, la familia tuvo que abandonar el Distrito Federal de México porque a Don Santiago, su padre, le habían ofrecido un buen trabajo en una Compañía de Seguros de Vida en Torreón (Coahuila de Zaragoza). Florentino inició el bachillerato en el colegio Cervantes y, lo primero que hizo fue preguntar por el equipo de fútbol, sin embargo, su padre se lo había prohibido, ya que quería que se dedicara a “algo serio”, pero su madre, Doña Lucina, le ayudó a seguir con su pasión por jugar al fútbol.
Entre 1947 y 1950, Florentino entrenaba con el Cervantes de 5 a 7 de la mañana y jugaba los partidos por las tardes después del colegio. Más adelante, formó con otros chavales españoles un equipo al que llamó Deportivo España, con el que jugó en varias ocasiones. Desde entonces, le nació la idea de ser futbolista. El equipo fue inscrito en la mejor liga de la región de Coahuila, jugaba en el Estadio San Isidro, y ante la falta de fútbol profesional, llegaban muchos aficionados queriendo ver buenos partidos. La media de asistentes era de tres mil personas. El Deportivo España jugaba muy bien y la fama del conjunto creció, de tal manera, que algunos periódicos locales ya le dedicaban un espacio y hablaban, entre otras cosas, del gran portero hispano que tenía el conjunto. Pero el hándicap para Florentino radicaba en los estudios ya que, ante
las malas calificaciones, su padre le prohibió terminantemente jugar al fútbol. Florentino había sido seleccionado por la Selección Coahuilense que representaría al estado-confederación en un torneo nacional por lo que los organizadores fueron a darle la buena noticia y a solicitarle a Don Santiago que le diera permiso. Ante las súplicas y, al ver que representaría a Coahuila, éste aceptó y fue así como Florentino comenzó su carrera deportiva.

### Club Irapuato
Corría ya el año 1952 y el Club León de la Primera División de México, que acababa de ganar el campeonato de liga, realizó un partido amistoso ante la Selección Lagunera. El entrenador, Antonio López Herranz, quedó impresionado con la elasticidad de Florentino. Es así que le invitó a realizar una prueba que duró algunos meses para firmar por el Club León, pero Fernando García Lorenzo le acabaría convenciendo para que fichara por su equipo, el Club Irapuato, ya que los panzas verdes tenían al gran Antonio Carbajal, portero internacional que logró disputar 5 mundiales a lo largo de su carrera, el cual le condenaría a la suplencia.
En la temporada 52/53 debutó por tanto con el conjunto fresero en Segunda División de México, donde rápidamente se impuso como portero titular, finalizando la campaña en tercer puesto. Se quedó a las puertas del ascenso a Primera, le cerró el paso el Deportivo Toluca. A pesar de ello, conseguirían dos títulos al adjudicarse la Copa de la Segunda División de México tras vencer 2-1 al Unión Deportiva Moctezuma de Orizaba; y la Liga Mayor del Centro.
La temporada 53/54 fue la más importante para el Club Irapuato con Felipe “La Marrana” Castañeda como nuevo entrenador. Florentino López se consagró como un gran portero, lo que se tradujo en su ascenso a la Primera División de México siendo campeones de liga. Además una semana después ganarían de nuevo el trofeo de la Copa de la Segunda División de México al vencer 2-0 a Club de Fútbol Torreón en su campo; y, siete días después, conseguían vencer 1-0 al Club León, lo que les valdría para levantar el trofeo de la Liga Mayor del Centro. Una temporada inolvidable para el club, la afición y la ciudad de Irapuato que lograba cuatro títulos en una temporada, al ser nombrado también Campeón de Campeones de Segunda División de México. Conseguir el título de liga no fue tarea fácil, se llegó a la última jornada con el Club Deportivo Zamora con 21 puntos, el Club San Sebastián de León con 20 puntos, el Atlético Morelia con 20 puntos y el Club Irapuato con 20 puntos. Además los cuatro jugaban entre sí. El Irapuato debía ganar al líder en Michoacán y esperar al encuentro entre Morelia y San Sebastián. Estos últimos empataron y el Irapuato venció 1-2 con un penalti parado por Florentino en el minuto 32, con 1-1 en el marcador, logrando el ascenso a Primera División. Como dato curioso, el Irapuato no pudo festejar al ascenso al terminar el partido porque no sabían el resultado de sus rivales, no fue hasta llegar al hotel cuando supieron que habían ascendido a Primera al cursar un telegrama.
Al concluir la temporada, a pesar del aparente éxito en México de Florentino, su padre prefiere ver a su hijo jugar en su patria natal. Es por ello que Florentino viaja a su pueblo, Navalmoral de la Mata, para solucionar la documentación pertinente para poder jugar en España en un futuro. En ese viaje su tío José aprovecha para presentar las credenciales de su sobrino a algunos amigos directivos del Valencia CF, los cuales tomaron buena nota. Florentino regresaría para debutar en la Primera División de México.
Debuta en la máxima categoría del fútbol mexicano el 22 de agosto de 1954 ante el Club Atlético Zacatepec con derrota por 5-4. Pasado su debut en la élite, Florentino expone a su club el deseo de volver a España, pero se niegan en rotundo a dejar marcharlo. Es por ello, que el entrenador con el objetivo de presionar al joven portero, le quita la titularidad, jugando únicamente cuatro partidos esa temporada. Finalmente, acabada la campaña, le ponen precio: 40.000 pesos. Recién aterrizado en su país de origen, realizó varios entrenamientos con el Real Madrid CF por mediación de Ángel Rodríguez 'El Feo', un importante intermediario de jugadores. Los merenges no se decidieron a pagar el coste del traspaso que pedía el conjunto azteca. Es finalmente el Valencia CF quien se hace con los servicios del portero, pagando dicha cifra por consejo de Nando García.

### Valencia CF Mestalla
Llegó a la capital del Turia con solo 21 años, tras diputar un partido amistoso con el primer equipo ante la UD Levante, Carlos Iturraspe, lo envió a foguearse al Valencia CF Mestalla de Segunda División de España. Debutó en dicha categoría el 11 de septiembre de 1955 ante el CD Tenerife, logrando terminar la competición liguera en una gran 6.ª posición a solo 3 puntos de los playoffs y siendo titular en 25 de los 30 partidos que jugaron. Cuando estaba preparado para dar el salto a la mejor liga del mundo, fue reclamado para realizar el servicio militar en las Islas Baleares.

### RCD Mallorca
Al tener que realizar la mili en Palma, al Valencia CF no le quedó otra que cederlo al RCD Mallorca, que por aquellos entonces jugaba en Tercera División de España. Su gran campaña saliendo a menos de un gol encajado por partido, le sirvió al conjunto bermellón para quedar campeón de liga. Finalmente no lograron el ansiado ascenso a Segunda División tras caer derrotados ante el CD Alcoyano en el tercer partido de desempate, celebrado el 4 de junio de 1957. Su corta pero intensa estancia en las islas, dejó un cariñoso recuerdo a su afición.
Cabe destacar que con el Mallorca se enfrenta dos veces al Real Madrid CF de Alfredo Di Stéfano en partidos amistosos, concertados por el presidente Jaume Rosselló para conseguir levantar la afición. Y lo consigue, llenando el Estadio Luis Sitjar con 23.000 mil aficionados los dos días. El primer partido se disputa el 26 de diciembre de 1956, Florentino López, a pesar de los ocho goles que encajó, es el jugador más destacado y, como él bien recuerda: “No me tiraron tanto a puerta en mi vida como ese día”. El siguiente partido, se juega el 16 de enero de 1957, esta vez el resultado es más apretado, 2-4.

### Valencia CF
En la temporada 57-58 sube al primer equipo del Valencia CF, donde el dueño de la portería era Goyo Vergel. Una indisposición de este a pocos minutos del comienzo liguero, le dio la titularidad a Florencio ante la UD Las Palmas el 15 de septiembre del 1957 en el Estadio Insular, convirtiéndose así en la primera persona nacida en Navalmoral de la Mata en jugar en Primera División, ya que Pablito Rodríguez que perteneció a esa plantilla una década antes no consiguió debutar en competición oficial con los ches. En dicha temporada solo juega dos partidos más, ante el RC Celta de Vigo y el Real Sporting Club, lo que desembocó en que se le diera la carta de libertad.

### AD Plus Ultra
Su vuelta a México era inmediata, pero justo antes de despegar se encuentra de nuevo con Ángel Rodríguez 'El Feo'. Esta vez los astros se alinearon, el Real Madrid CF necesitaba un portero de futuro para los años posteriores y además no tenían que pagar nada por él, Santiago Bernabéu no se lo pensó y le fichó, destinándolo al filial. Desde la Jornada 1 se hizo con la titularidad de la portería del AD Plus Ultra. Jugó 60 partidos entre Segunda División y Copa del Generalísimo, debutando en esta competición el 21 de diciembre de 1958 ante el Racing de Santander, consiguiendo llegar esa primera temporada hasta cuartos de final, siendo eliminados por el Granada CF, que quedó finalmente subcampeón de esa edición. 
La segunda temporada le entrenó Miguel Muñoz, consiguiendo realizar una gran temporada, todo iba perfectamente encarrilado hasta que en el verano de 1960 se entera de que el club ha decidido apostar por el catalán José Vicente Train. Acto seguido se reunió con Santiago Bernabéu al que explicó su situación, quien lo cedió al Deportivo Toluca Fútbol Club, ahora sí, volvía a México. Antes cruzar el charcho se casa con su novia valenciana Amalia, con quien tuvo cuatro hijos nacidos en México: Florentino, Pilar, Amalia y María Teresa, que le darían ocho nietos.

### Deportivo Toluca CF
Florentino López regresa de nuevo a México para relanzar su carrera en el Deportivo Toluca Fútbol Club. En la pretemporada 60/61 disputa la final del IV Torneo Jarrito de Oro perdiendo 3-0 en la final ante los Cremas del Club América. Redebutó en la Primera División de México con los escarlatas y conseguiría llegar a la final de la Copa México, cayendo derrotado ante los Jaibos del Club Deportivo Tampico A.C. en el Estadio Olímpico Universitario de la Ciudad de México. Finalizada la campaña, el conjunto azteca adquirió sus servicios en propiedad. Tras cinco temporadas deambulando por la parte media de la tabla clasificatoria, llegó la exitosa temporada 66-67.

### Campeón de la Primera División 1966-67
Era el 50° aniversario de la fundación del club y querían lograr algo bonito. Comienzan con tres partidos amistosos. Ganan 1-0 al Sevilla FC, empatan 2-2 contra el Club Atlético Cerro de Paraguay y se enfrentan el 28 de agosto de 1966 al todopoderoso Santos FC de Pelé. Finalizan la temporada consiguiendo el doblete. Logran levantar el título de la Primera División de México, así como el de Campeón de Campeones tras vencer al Club León en el Estadio Azteca.

### Bicampeón: 1967-68
Se forjó un equipo basado en el compañerismo, el objetivo del siguiente año era superar al anterior, y así lo hicieron. De nuevo lograron alzar los trofeos de la Primera División de México temporada 1967-68 y de la Campeón de Campeones, esta vez frente al Atlas Fútbol Club a doble partido, teniéndose que decidir por penaltis. Florentino López fue el héroe del encuentro al detener el penalti que daba el título al Toluca y, además, recibió el trofeo al mejor jugador del partido. Pero eso no fue todo, el 19 de diciembre de 1968 el Deportivo Toluca Fútbol Club fue declarado campeón de la CONCACAF, debido a la descalificación del Aurora FC y del SV Transvaal tras varios incidentes en las semifinales que se enfrentaron. De esa forma se proclamaron el mejor equipo de Norteamérica, Centroamérica y el Caribe.

### Campeón de la CONCACAF
El Toluca, al ser campeón de la CONCACAF, se ganó el derecho de disputar la Copa Interamericana 1968 frente al campeón de la Copa Libertadores que, en esta ocasión, fue el Club Estudiantes de La Plata. Dicho título se tuvo que decidir en un tercer partido de desempate, el cual ganaron los argentinos, y les valió la clasificación para la Copa Intercontinental 1969.

### Salida del equipo
Florentino López dejaría el equipo al finalizar la temporada de 1970 por desavenencias con el entrenador y el presidente del club. Se retiraría con 36 años, tras defender 11 años la portería de los Diablos Rojos. El portero moralo llegó a jugar más de 300 partidos con la camiseta del Deportivo Toluca Fútbol Club, convirtiéndose en leyenda del club choricero, y pasando a la historia del fútbol mexicano, siendo considerado por muchos el segundo mejor portero que ha jugado en México tras Antonio Carbajal. Según cuentan llegó a jugar con el índice izquierdo roto, con el hombre dislocado, con infiltraciones en sus tobillos, con una mascarilla para proteger una rotura de pómulo y disputó una final con 11 inyecciones en el cuello para superar una tortícolis. Es más, se operó de menisco y, en diez días, volvió al campo. Impresionaba a los rivales con su planta y su maillot azul. Su toalla y sus naranjas en la portería fueron muy comentadas en la época. La naranja le servía para refrescarse y, sobre todo, para frotarse las manos para que sus dedos tuvieran más agarre sobre el balón porque, en aquellos tiempos, no se usaban habitualmente guantes y, a veces, era mejor jugar sin ellos. Florentino llegó a tener una peña, “La Peña Florentino”, con más de 500 niños que coreaban su nombre en los partidos. Fue un hombre muy solidario, siempre que pudo, participó en actos benéficos. Era un ídolo para los aficionados del Toluca. Llegó a ser el capitán del equipo durante varias temporadas hasta que llegó Ignacio Trelles y lo cambió por un jugador de campo por estar más cerca de las acciones y del árbitro.
Pudo vestir la playera tricolor ya que Ignacio Trelles, también seleccionador de México, le quiso convocar para la Copa Mundial de Fútbol de 1966, pero un sector de la afición no veía con buenos ojos que un español defendiera la portería de su selección. Florentino López optó por mantener la nacionalidad española y defender los colores del Toluca. El Lince del Deportivo Toluca, como se le conocía, está considerado unos los mejores portero de la historia del Deportivo Toluca Fútbol Club y de México, junto a Walter Gassire y Hernán Cristante.

### 1970 hasta la actualidad
Florentino López era un hombre familiar y muy inquieto, montó un restaurante en Toluca allá por 1965 de cocina española. Contrató un cocinero español y le funcionó de maravilla hasta que lo traspasó en 1971 tras la muerte de su padre. También tuvo participaciones en líneas de autobuses y se trasladó de nuevo a Ciudad de México, donde tuvo negocios de transportes internacionales con sus hermanos, desempeñó las funciones de agente comercial visitando los puertos más importantes del mundo para controlar las cargas y descargas de las mercancías. En 1984, se traslada a España con toda su familia, su mujer, sus hijos y su madre, concretamente a La Moraleja (Madrid), instalando una oficina de su empresa de transporte a pequeña escala para hacer nuevos clientes hasta el año 2000, fecha en que se jubila definitivamente.
El 26 de marzo de 2003 se celebró un partido en su homenaje en el Estadio Nemesio Díez, Deportivo Toluca Fútbol Club 3 - 1 Valencia CF. Y el 13 de septiembre de 2016 recibe un homenaje en el estadio municipal de Navalmoral de la Mata, antes del partido entre el Moralo CP y Extremadura UD en el campo municipal de deportes. El 16 de  noviembre, el investigador José Luis Camacho Rosell expondría su vida deportiva en los XXII Coloquios Histórico-Culturales el Campo Arañuelo. Actualmente vive en Alcobendas (Madrid) disfrutando de su pasión, la familia, rodeado de su mujer, hijos y nietos.

## Clubes
| Club                | País   | Temporada   |
| ------------------- | ------ | ----------- |
| Club Irapuato       | México | 1952 - 1955 |
| Valencia CF         | España | 1955 - 1956 |
| RCD Mallorca        | España | 1956 - 1957 |
| Valencia CF         | España | 1957 - 1958 |
| AD Plus Ultra       | España | 1958 - 1960 |
| Depostivo Toluca FC | México | 1960 - 1970 |

## Palmarés

### Títulos nacionales
| Título                                             | Club                | País   | Año  |
| -------------------------------------------------- | ------------------- | ------ | ---- |
| Copa de la Segunda División de México              | Club Irapuato       | México | 1953 |
| Liga Mayor del Centro                              | Club Irapuato       | México | 1953 |
| Segunda División de México                         | Club Irapuato       | México | 1954 |
| Copa de la Segunda División de México              | Club Irapuato       | México | 1954 |
| Campeón de Campeones de Segunda División de México | Club Irapuato       | México | 1954 |
| Liga Mayor del Centro                              | Club Irapuato       | México | 1954 |
| Tercera División de España                         | RCD Mallorca        | España | 1957 |
| Primera División de México                         | Deportivo Toluca FC | México | 1967 |
| Campeón de Campeones                               | Deportivo Toluca FC | México | 1967 |
| Primera División de México                         | Deportivo Toluca FC | México | 1968 |
| Campeón de Campeones                               | Deportivo Toluca FC | México | 1968 |

### Títulos internacionales
| Título                    | Club                | País   | Año  |
| ------------------------- | ------------------- | ------ | ---- |
| CONCACAF Champions League | Deportivo Toluca FC | México | 1968 |